# Pryor Creek
Pryor Creek är administrativ huvudort i Mayes County i Oklahoma. Enligt 2010 års folkräkning hade Pryor Creek 9 539 invånare.